# Villard-d'Héry
Pour les articles homonymes, voir Villard.
Villard-d'Héry est une commune française située dans le département de la Savoie, en région Auvergne-Rhône-Alpes.

## Géographie
La commune de Villard-d'Héry est située dans la combe de Savoie sur la colline du Montraillant, au-dessus du val Coisin, entre les villages de Saint-Pierre-de-Soucy et d'Hauteville à environ 400 m d'altitude.

### Communes limitrophes
Villard-d'Héry est limitrophe de quatre communes que sont Coise-Saint-Jean-Pied-Gauthier, Hauteville, La Trinité et Saint-Pierre-de-Soucy.
Coise-Saint-Jean-Pied Gauthier est située en contrebas de Villard-d'Héry dans le val Coisin tandis qu'Hauteville et Saint-Pierre-de-Soucy se situent sur le même plateau que Villard-d'Héry sur le versant nord du Montraillant. Seule la commune de La Trinité est située dans le versant opposé de la crête, laquelle constitue la limite entre les deux communes.
| Coise-Saint-Jean-Pied-Gauthier | Coise-Saint-Jean-Pied-Gauthier | Hauteville |
| Saint-Pierre-de-Soucy          | Villard-d'Héry                 | Hauteville |
| Saint-Pierre-de-Soucy          | La Trinité                     | La Trinité |

## Urbanisme

### Typologie
Au 1er janvier 2024, Villard-d'Héry est catégorisée commune rurale à habitat dispersé, selon la nouvelle grille communale de densité à sept niveaux définie par l'Insee en 2022.
Elle est située hors unité urbaine. Par ailleurs la commune fait partie de l'aire d'attraction de Chambéry, dont elle est une commune de la couronne,. Cette aire, qui regroupe 115 communes, est catégorisée dans les aires de 200 000 à moins de 700 000 habitants,.

### Occupation des sols
L'occupation des sols de la commune, telle qu'elle ressort de la base de données européenne d’occupation biophysique des sols Corine Land Cover (CLC), est marquée par l'importance des forêts et milieux semi-naturels (56,8 % en 2018), en diminution par rapport à 1990 (60,5 %). La répartition détaillée en 2018 est la suivante : 
forêts (56,8 %), zones agricoles hétérogènes (42,4 %), zones urbanisées (0,5 %), prairies (0,4 %).
L'IGN met par ailleurs à disposition un outil en ligne permettant de comparer l’évolution dans le temps de l’occupation des sols de la commune (ou de territoires à des échelles différentes). Plusieurs époques sont accessibles sous forme de cartes ou photos aériennes : la carte de Cassini (XVIIIe siècle), la carte d'état-major (1820-1866) et la période actuelle (1950 à aujourd'hui).

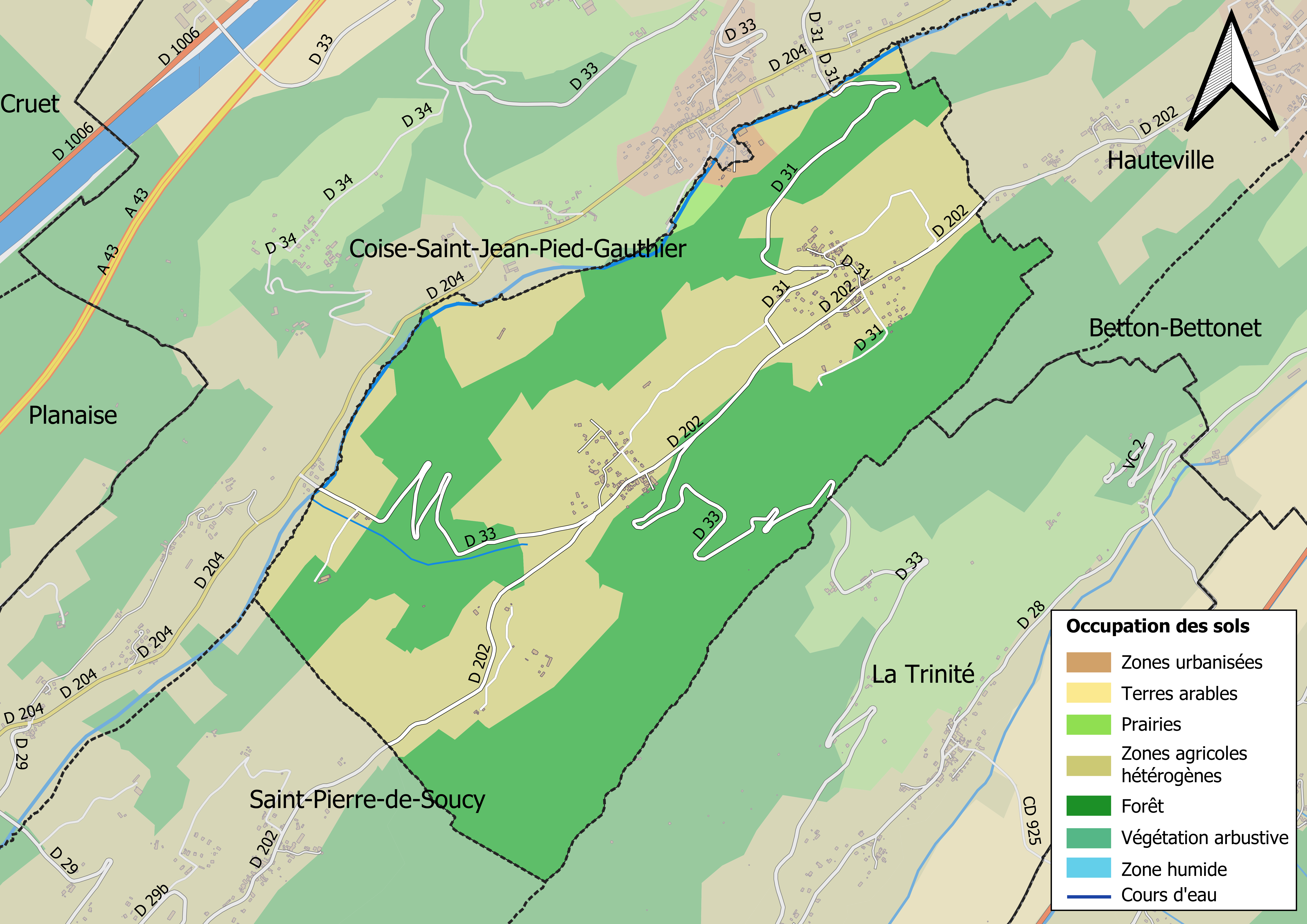
Carte des infrastructures et de l'occupation des sols en 2018 (CLC) de la commune.
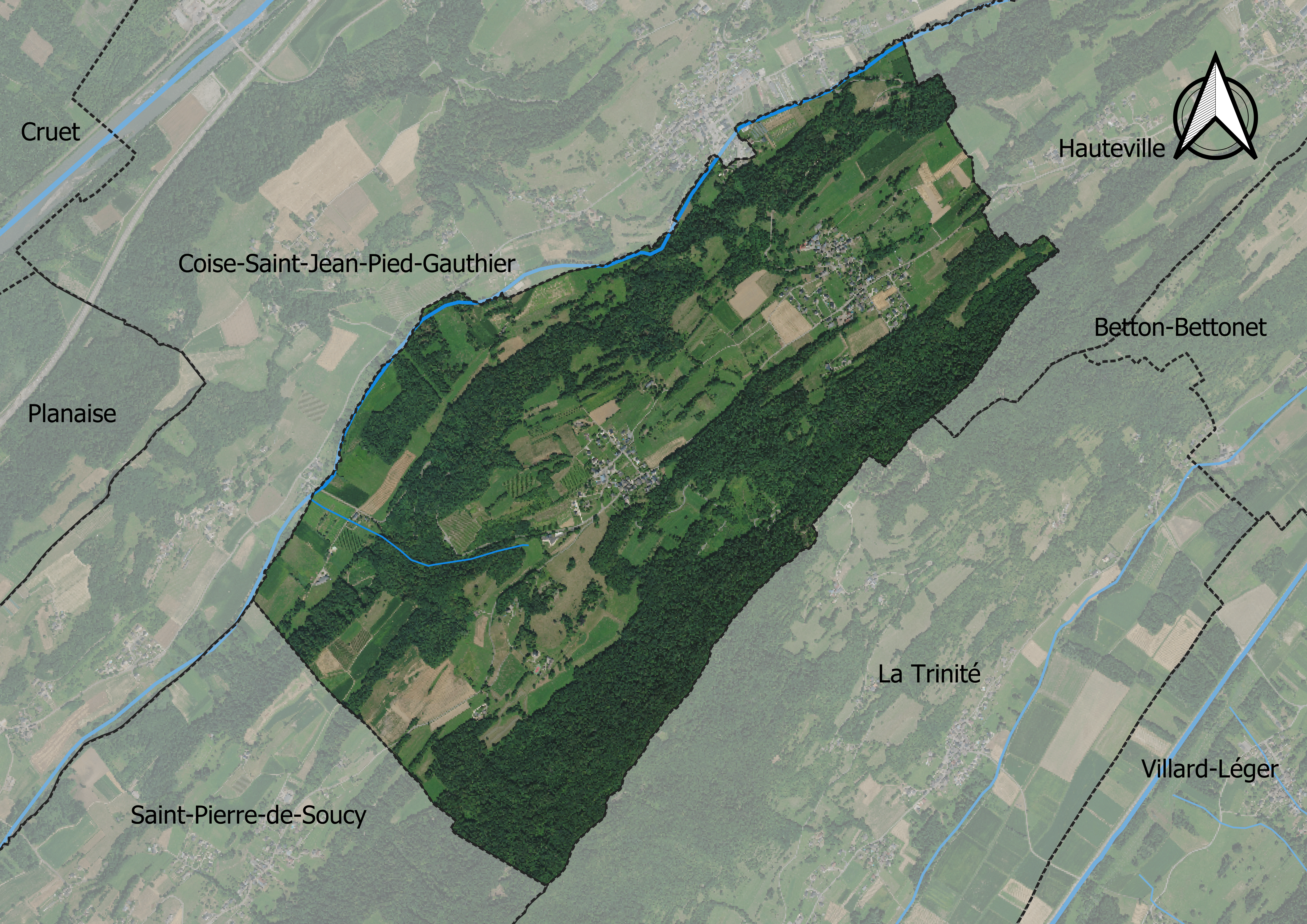
Carte orthophotogrammétrique de la commune.

## Toponymie
En francoprovençal, le nom de la commune s'écrit Vlâr d Éri, selon la graphie de Conflans.

## Politique et administration
| Période                                  | Période   | Identité      | Étiquette | Qualité |
| ---------------------------------------- | --------- | ------------- | --------- | ------- |
| mars 2001                                | mars 2008 | Jean Geoffroy | ...       | ...     |
| mars 2008                                | En cours  | Éric Sandraz  | ...       | ...     |
| Les données manquantes sont à compléter. |           |               |           |         |

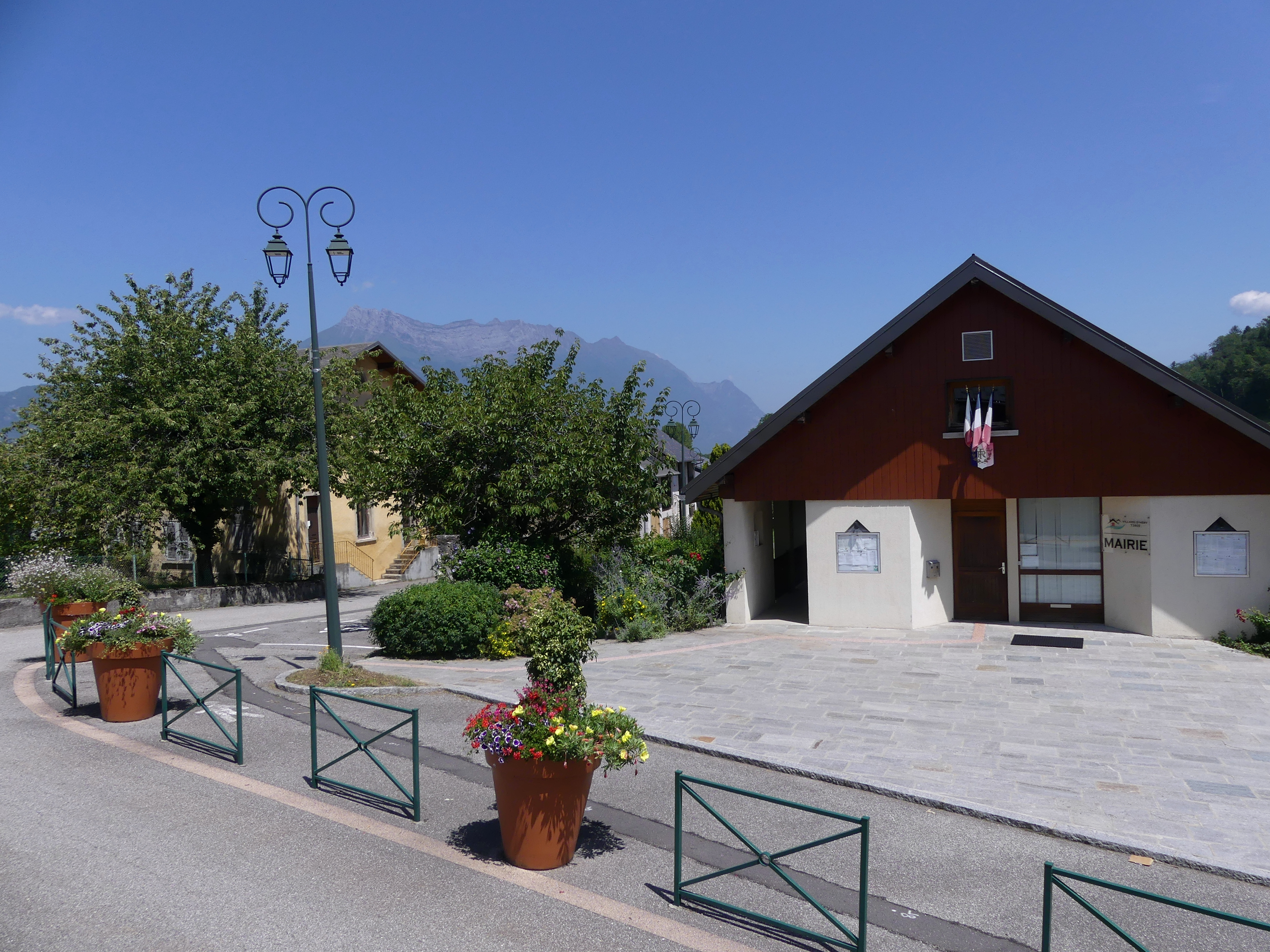
La mairie.

La commune est membre de la Communauté de communes Cœur de Savoie. Elle appartient au Territoire du Cœur de Savoie, qui regroupe une quarantaine de communes de la Combe de Savoie et du Val Gelon.

## Démographie
L'évolution du nombre d'habitants est connue à travers les recensements de la population effectués dans la commune depuis 1793. Pour les communes de moins de 10 000 habitants, une enquête de recensement portant sur toute la population est réalisée tous les cinq ans, les populations de référence des années intermédiaires étant quant à elles estimées par interpolation ou extrapolation. Pour la commune, le premier recensement exhaustif entrant dans le cadre du nouveau dispositif a été réalisé en 2005.

En 2022, la commune comptait 264 habitants, en stagnation par rapport à 2016 (Savoie : +3,63 %, France hors Mayotte : +2,11 %).
| 1793 | 1800 | 1806 | 1822 | 1838 | 1848 | 1858 | 1861 | 1866 |
| ---- | ---- | ---- | ---- | ---- | ---- | ---- | ---- | ---- |
| 236  | 218  | 226  | 312  | 387  | 363  | 385  | 401  | 396  |

| 1872 | 1876 | 1881 | 1886 | 1891 | 1896 | 1901 | 1906 | 1911 |
| ---- | ---- | ---- | ---- | ---- | ---- | ---- | ---- | ---- |
| 376  | 368  | 339  | 326  | 280  | 265  | 271  | 275  | 240  |

| 1921 | 1926 | 1931 | 1936 | 1946 | 1954 | 1962 | 1968 | 1975 |
| ---- | ---- | ---- | ---- | ---- | ---- | ---- | ---- | ---- |
| 222  | 204  | 207  | 200  | 175  | 174  | 130  | 145  | 142  |

| 1982 | 1990 | 1999 | 2005 | 2006 | 2010 | 2015 | 2020 | 2022 |
| ---- | ---- | ---- | ---- | ---- | ---- | ---- | ---- | ---- |
| 131  | 162  | 186  | 219  | 233  | 246  | 264  | 257  | 264  |

## Économie
Le commune fait partiellement partie de l'aire géographique de production et transformation du « Bois de Chartreuse », la première AOC de la filière Bois en France,.

## Culture locale et patrimoine

### Lieux et monuments
- Église paroissiale Saint-Martin.

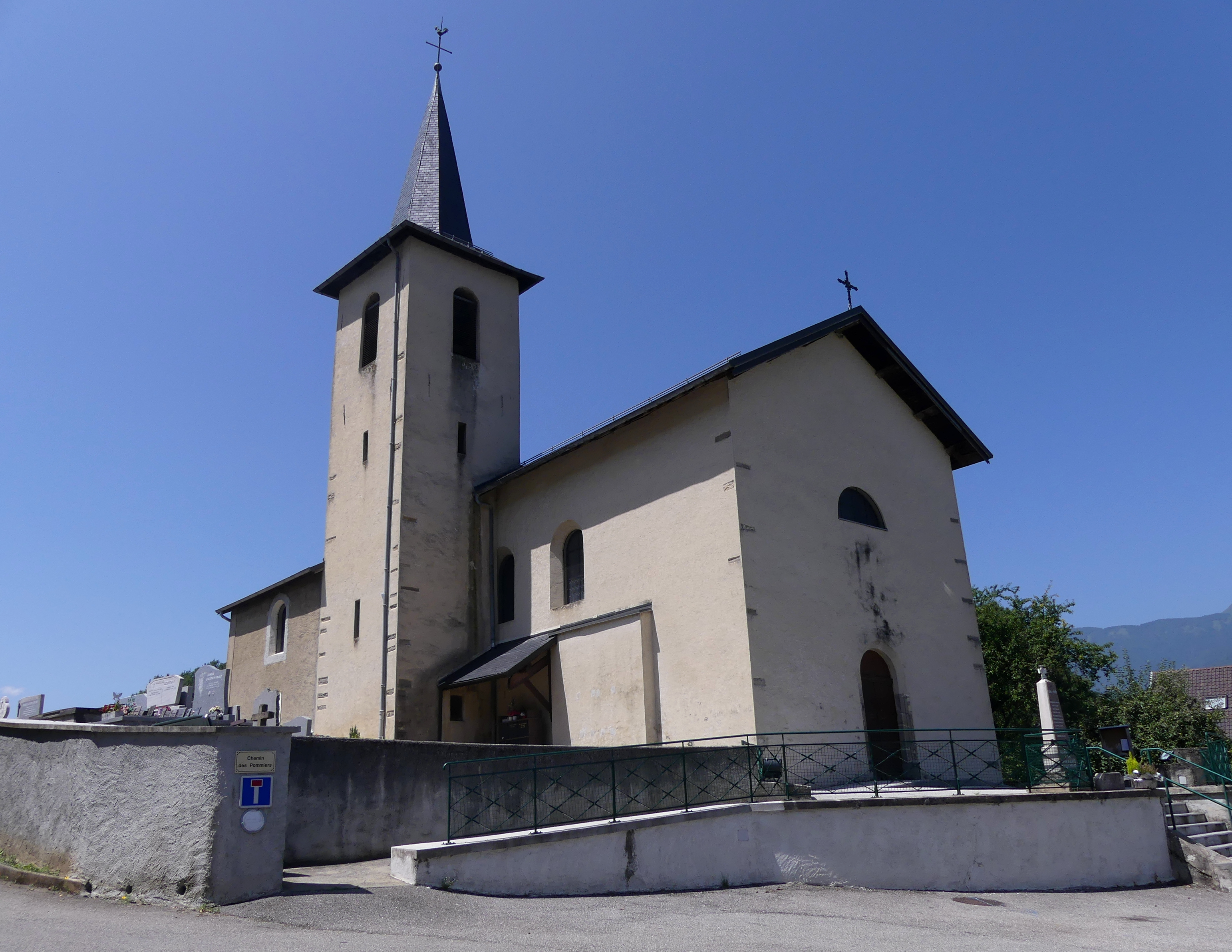
Église Saint-Martin de Villard-d'Héry.

- Château de Montchabod (dont il ne reste qu'une tour).

### Personnalités liées à la commune
- Famille d'Alexandry d'Orengiani, dont est issu Frédéric d'Alexandry d'Orengiani, Syndic d'Héry (1851-1860), puis maire de Chambéry en 1864[14].